# ヤマグルマ
ヤマグルマ（山車、学名：Trochodendron aralioides） は、ヤマグルマ科ヤマグルマ属の 1科1属1種の植物である。別名、トリモチノキともよばれ、トリモチが取れることで知られている東アジア特産の被子植物の木本である。

## 分布
日本では、本州（山形県以南）、四国、九州、琉球、伊豆諸島に、東アジアでは、台湾、朝鮮半島南部に分布する。

## 特徴
常緑広葉樹。高木であり、高さは20メートル (m) に達するものもある。
葉は、長さ2 - 9センチメートル (cm) の葉柄をもって枝先に互生し、車状に輪生する。葉身は厚みがある広倒卵形から狭倒卵形で、長さ5 - 14 cm、幅2 - 8 cm、表面は皮質で光沢があり、裏面は粉白色を帯びる。葉先は尾状に尖り、基部はくさび形で、縁の上部に波状鈍鋸歯がある。
花期は5 - 6月。枝先に長さ7 - 12 cmの総状花序を出して、10 - 20個ほどまとまった黄緑色の花をつける。花の直径は約1 cmで、萼片はない。秋に種子をつけ、11 - 12月に褐色に熟す。
ヤマグルマは他の広葉樹と異なり、針葉樹と同じく仮道管によって水を吸い上げる機構を持つため、寒気の強い亜高山帯や乾燥した岩場、豪雪地帯でも適応できる。
- 枝先から黄色い小花が集まった総状花序を出す。
- 初夏になると、黄色い花が多数咲く。
- 木の幹

## 生態
生態的には岩角地やその上部の岩の露出しがちな尾根など、空気の動きのある場所を好む。
イワナンテンやイワイタチシダと同時に現れやすい。場所によってはヒナスゲなどもセットで見られる。常緑樹としては標高の高いところにも出現するが、南部低地でも見られ、生態分布が非常に広い。
往々にして生きた樹木の上に溜まった土や苔から発芽し、着生する姿も見られる。
冬季はアセビ、イワナンテンなどと同様、場所により葉が裏に巻き、だらしなく下垂しているのを見ることも多い。これは葉をつけたまま冬を乗り切るさまざまな植物、スイカズラなどでも見られる。

## 利用
陰樹で、非常に生長が遅く手入れがしやいことから、戸建て住宅の植栽に使用される。東北地方中部から沖縄の地域にかけて植栽可能で、植栽適期は、3月、6 - 7月、9 - 10月だとされる。
トリモチが取れることからヤマグルマを「もちのき」と呼ぶ地方がある。標準和名のモチノキはモチノキ科の別種。